# Teòrida de Lemnos
Teòrida de Lemnos (grec antic: Θεωρίς; segle iv aC), va ser una endevina i sacerdotessa originària de Lemnos.
Va ser acusada de bruixeria i va ser executada juntament amb els seus dos fills, encara que les acusacions no són clares. La font més directa és Demòstenes, que en el discurs contra Aristogíton acusa Teòrida de φαρμακίς 'fetillera', i diu que componia sortilegis i pretenia guarir els malalts d'epilèpsia i que, a més, ensenyava als esclaus a enganyar els seus amos.
Després d'un judici, del qual també en parlen Filòcor i Plutarc, va ser acusada d'ἀσέβεια (impietat) i condemnada a mort pels atenesos, juntament amb tota la seva família. Plutarc afirma que l'acusador va ser Demòstenes. Sembla que era també sacerdotessa d'una divinitat estrangera, segurament del déu Sabazi.